# Anthaxia blascoi
Anthaxia blascoi es una especie de escarabajo del género Anthaxia, familia Buprestidae. Fue descrita científicamente por Murria Beltrán & Murria Beltrán en 2005.